# NHK総合テレビ平日夜の大型ニュース枠
NHK総合テレビ平日夜の大型ニュース枠（エヌエイチケイそうごう-へいじつよるのおおがたニュースわく）は、NHK総合テレビにて、平日夜に放送されている報道番組の一覧。

## 各番組の歴史
NHK総合テレビにおける平日夜の大型ニュース番組は、1974年に開始した『ニュースセンター9時』（NC9）から歴史が始まる。（番組開始に関する経緯はニュースセンター9時#番組前史を参照）それまでのニュース番組にありがちだった政治、経済、社会という放送順序を廃しもっとも関心の高い話題からの放送する姿勢、話し言葉に近い番組進行などテレビ報道番組の制作手法に改革を起こした。
NC9よりも「ニュースショー」の性格を強めた『ニュースステーション』（テレビ朝日）が1985年10月に開始すると、民放各局はもとよりNHKをも巻き込んだニュースショー戦争の引き金となる。NHKも放送枠をNC9の2倍となる21時から22時20分までの80分枠に拡大し、『NHKニュースTODAY』に改める。しかし、番組の間延びしただけのものとなり、半年後には放送時間を22時までに縮める。
1993年4月5日から2000年3月24日まで、それまで21時に置いていた1時間の大型ニュース枠を19時枠へ移動し『NHKニュース7』を開始。21時台のニュースは30分のストレートニュース番組『NHKニュース9』と特集企画をメインとした『クローズアップ現代』に再編される。
2000年3月27日から平日夜の1時間大型ニュース枠は22時台へ移動され、『NHKニュース10』となる。これにより、『NHKニュース7』は1時間から35分（現30分）に、『NHKニュース9』も30分から15分にと、それぞれ放送時間が短縮、同時に21・22・23時台の枠も再編され、23時台にあった『NHKニュース11』が終了となった。
2006年4月3日からは再び21時台に移り、『ニュースウオッチ9』となる。23時台には、その日1日のニュースとスポーツのまとめ的報道番組『スポーツ&ニュース』が新設された。
一方で、鈴木祐司は平日の総合テレビにおける19時台に30分の『NHKニュース7』・21時台に60分の『ニュースウオッチ9』と報道番組が近い時間に2つ存在する状態に疑問を呈している。

## 主な番組
- ニュースセンター9時（1974年4月1日〜1988年4月1日）
- NHKニュースTODAY（1988年4月4日〜1990年3月30日）
- NHKニュース21（1990年4月2日〜1993年4月2日）
- NHKニュース7（1993年4月5日〜2000年3月24日）
- NHKニュース10[2]（2000年3月27日～2006年3月31日）
- ニュースウオッチ9[3]（2006年4月3日～）